# Мерседес Єллінек
Адріана Мануела Рамона Єллінек (нім. Adriana Manuela Ramona Jellinek), відома за прізвиськом Мерседес (ісп. Mércédès; 16 вересня 1889, Відень — 23 лютого 1929, там само) — донька підприємця єврейського походження Еміля Єллінека (народився в Чехії, а потім проживав в Австрії), онука відомого рабина Аарона Єллінека, за прізвиськом якої отримала назву німецька автомобільна марка «Мерседес»

## Біографія
Адріана була третьою дитиною в сім'ї Еміля Єллінека та Рахелі Гоггман Ценроберт (Rachel Goggmann Cenrobert). Удома її прозвали іспанським словом «Мерседес» («Милосердя»). Батько Адріани, працівник Готтліба Даймлера, назвав на честь дочки марку авто, які випустили на підприємстві. Першим у серії був автомобіль «Mercedes 35 hp» моделі 1901 року. Портрет Адріани-Мерседес був представлений на презентаціях автомобілів цієї марки. 23 лютого 1902 слово «Mercedes» було зареєстроване як офіційний товарний знак.
У червні 1903 Еміль Єллінек отримав офіційний дозвіл на зміну прізвища з «Єллінек» на «Єллінек-Мерседес». Це, очевидно, єдиний в історії випадок, коли батько взяв прізвище на честь дочки.
Мерседес жила у Відні й надалі була відома хіба двома скандальними розлученнями. Вона грала на музичних інструментах, мала непоганий голос. Батьківського захоплення автомобілями Адріана-Мерседес ніколи не поділяла.
Померла від раку кісток у 1929 році.